# Hydroniscus minutus
Hydroniscus minutus là một loài chân đều trong họ Haploniscidae. Loài này được Birstein miêu tả khoa học năm 1971.